# デンドロキラム属

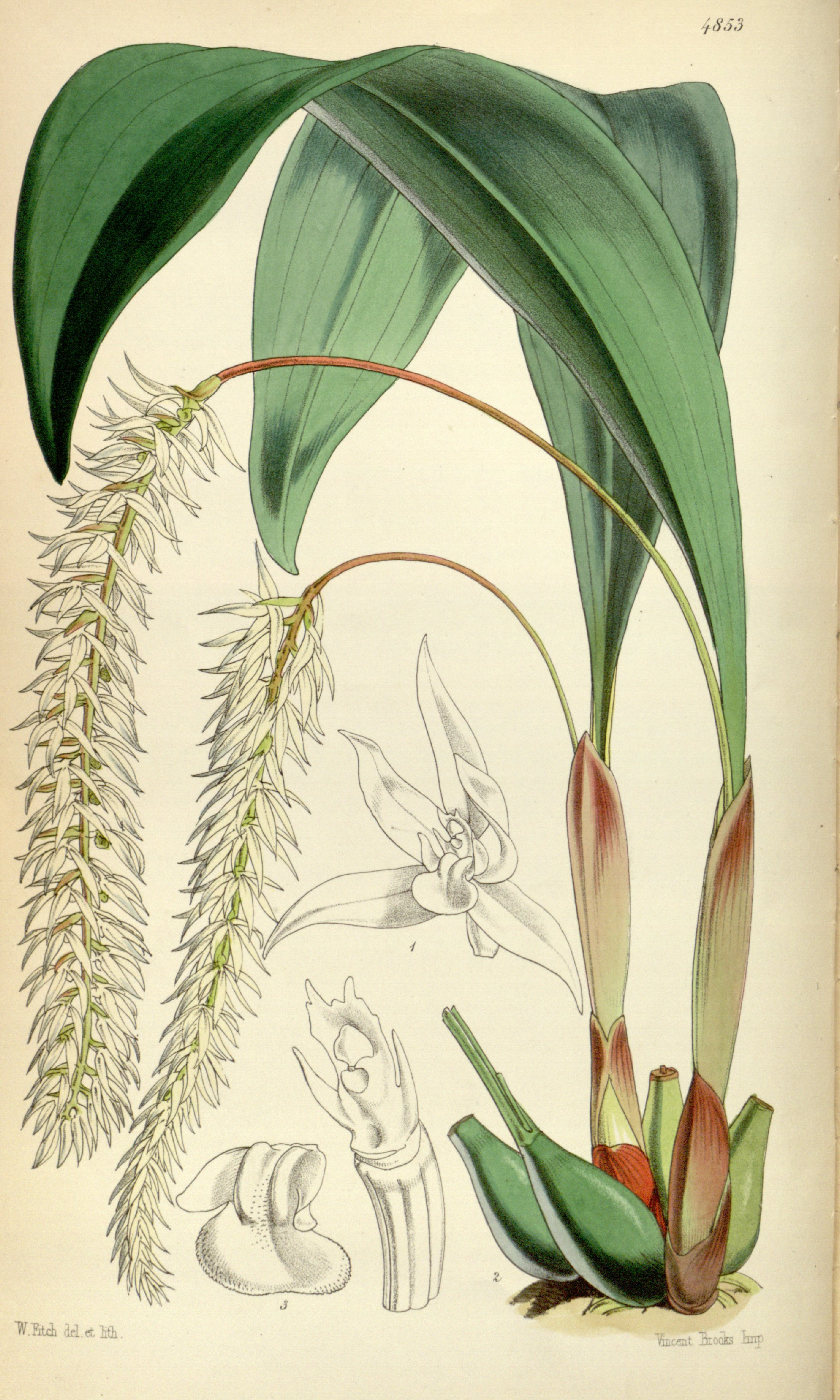
グルマケウム
図版

デンドロキラム属 Dendrochilum は、ラン科植物の一群で、偽球茎に葉を一枚だけつけ、細長い穂状に花を着け、花序は垂れ下がる。

## 特徴

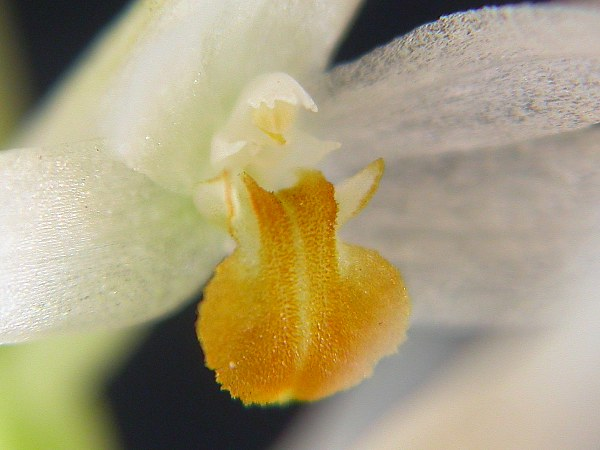
D. glumaceum
花の拡大

多年生の着生植物。偽球茎は紡錘形から卵形で多数を密生する。偽球茎は一節からなり、先端に単一の葉をつける。葉は革質で、幅広いものから細長いものまであるが、柄があってやや肉厚。
花は偽球茎の先端に出る。葉の後に出るものと葉と共に出るものがあり、花茎の一部が葉と癒合する例もある。いずれにしても花は細長い花茎の上に多数を2列に着け、細長い尾状に垂れ下がるが、立つ種もある。
花は赤っぽい色のものもあるが、多くは白から黄色、緑と比較的目立たない色で小さいものも多く、時にごく小さくて目立たないほど。芳香の強い種が多い。
花弁はほぼ同型、側萼片もほぼ同型で、より大きい。唇弁は単一かまたは三裂するが、側裂変は小さい。ずい柱の側面に糸状の長い突起がある。花粉塊は四個。
なお、名前は『木』と『唇弁』の意で、樹上に着生し、唇弁が目立つことからの命名である。細長い花序から『首飾りラン』の愛称を持つ。

## 分布と生育環境
タイからニューギニアにわたる東南アジアに分布する。樹上や岩の上に着生する。地上性の種もある。

## 分類
1997年にこの属の種をとりまとめた研究では271種が認められたが、それ以降も新種の発表が行われている。
系統的にはセロジネ属に近いとされるが、ずい柱に突起を持つことや、小さい花を多数着けることなどで区別される。

## 利用
花を観賞することを目的に洋ランとして栽培される。交配はほとんど行われておらず、原種が流通している。香りのよいランとしても定評がある。

## 代表的な種
- Dendrochilum
  - D. cobbianus　コビアヌム
  - D. filiforme
  - D. formosanum
  - D. glumaceum　グルマケウム
  - D. wenzelii ウエンゼリー

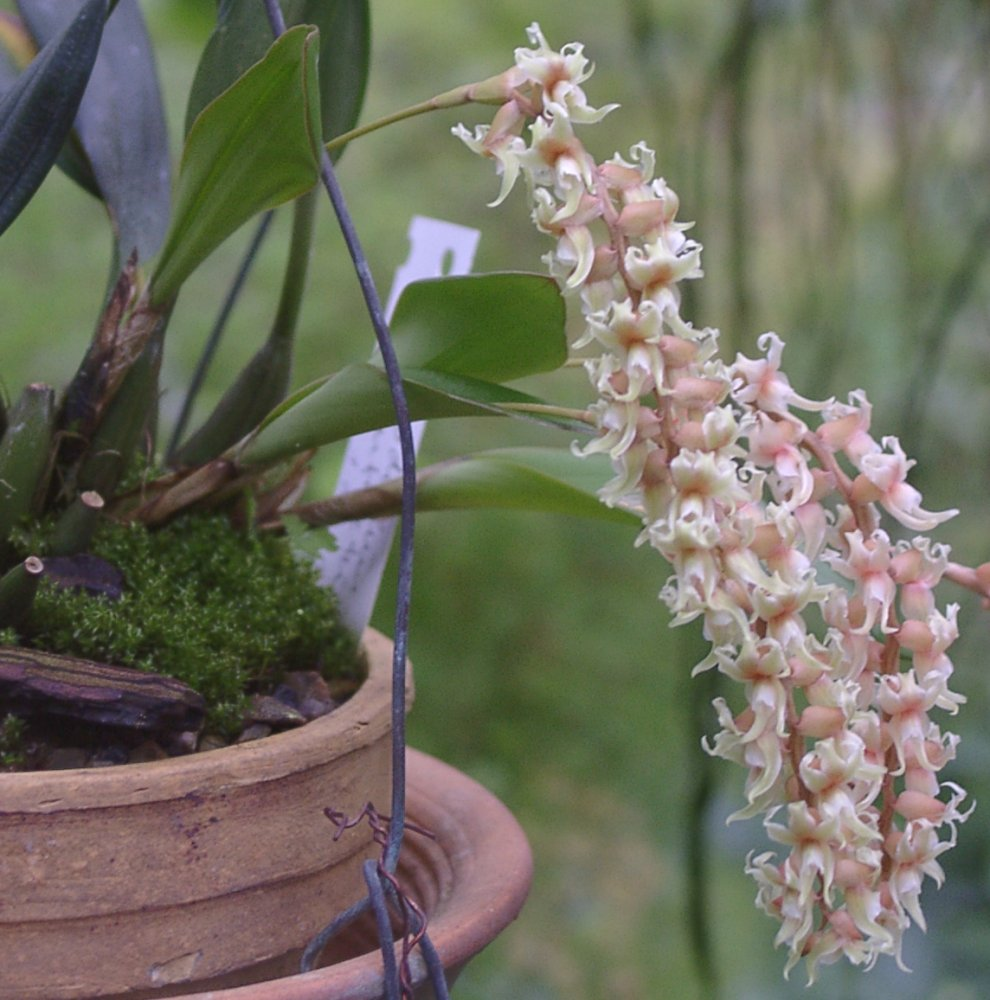
D. anfractum
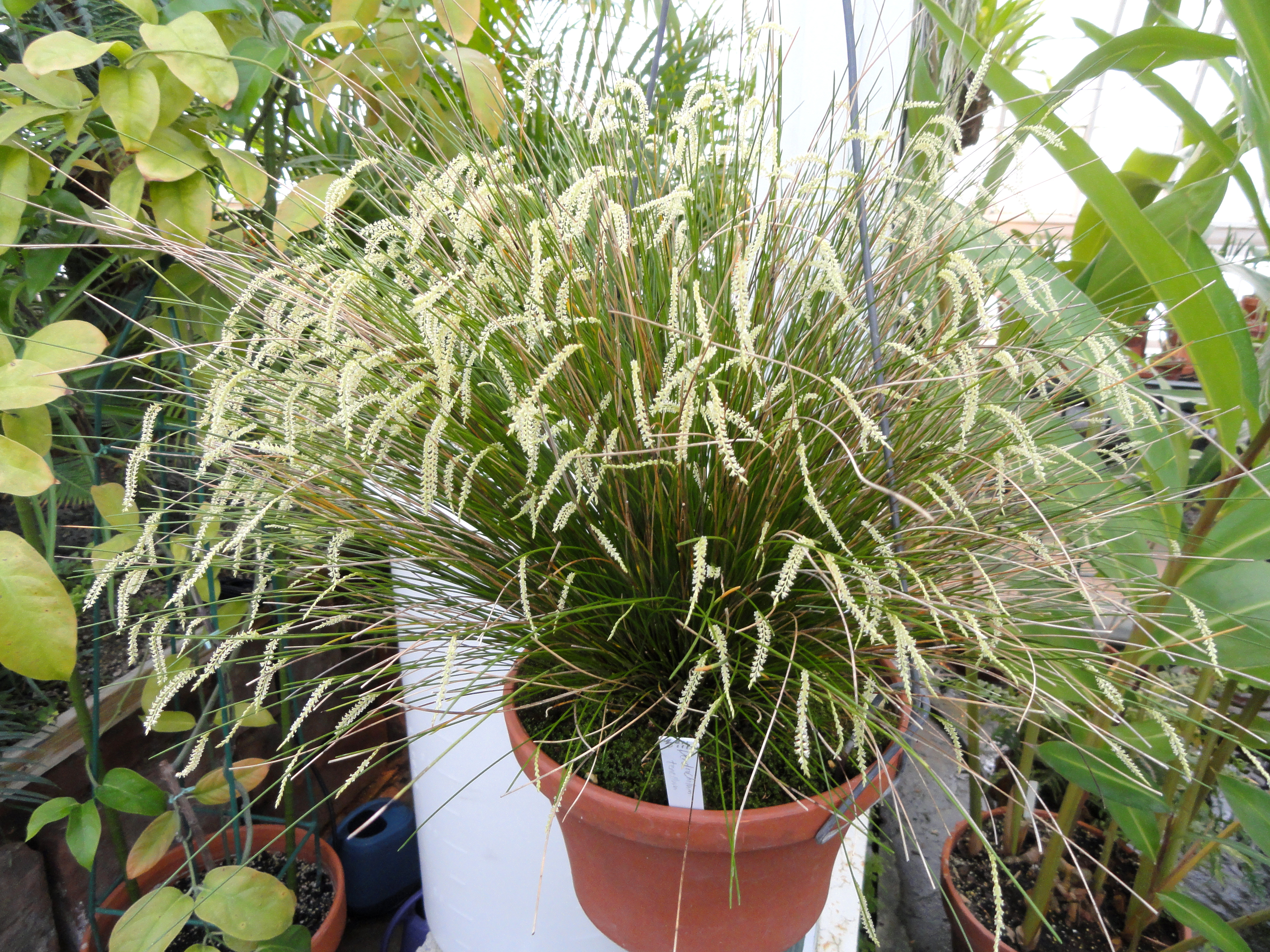
D. tenellum 細い葉を持つ種
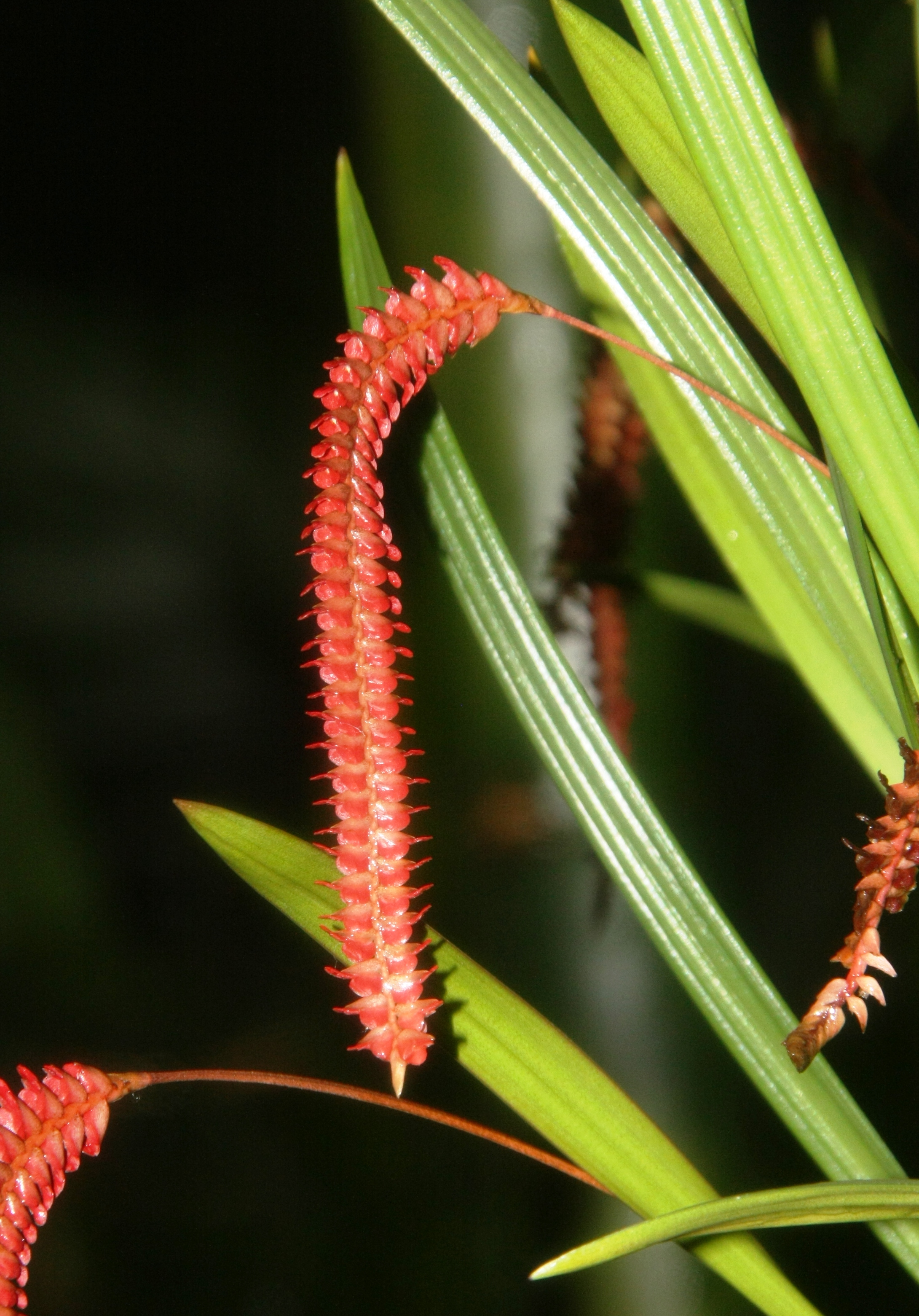
ウエンゼリー 赤い花をつける例